# Remailer
Un remailer es un servidor que recibe correos electrónicos en un formato especial, los procesa eliminando las cabeceras, y los dirige hasta el destinatario del mensaje. Los correos normalmente están aplicados con criptografía. Para conseguir un mayor grado de anonimato, se debería usar más de un remailer. Un solo remailer suele ocultar toda la identidad, pero es más seguro usar varios ya que resultaría más difícil saber de donde viene el mensaje.

## Historia
Johan Helsingius fue el primer creador de un remailer en 1993. Alrededor de los 90 los usuarios de USENET empezaron a discutir sobre temas políticos y religiosos, estos temas eran verdaderamente interesantes para los servicios secretos, y por eso los investigaban. Debido a este acoso en la privacidad de los usuarios, Helsingius desarrolló un software para despersonalizar mensajes de correo electrónico y lo instaló en su servidor. 
Su dominio de Internet era http://anon.penet.fi/ (enlace roto disponible en Internet Archive; véase el historial, la primera versión y la última)., el cual no existe actualmente. El servicio era fácil de usar, los usuarios enviaban un correo electrónico con un texto especial en la cabecera que le indicaba al remailer lo que hacer. El servidor sustituía el remitente por [anXXXX@anon.penet.fi] (donde XXXX era una combinación de números), y lo enviaba al destinatario. Este servicio no tardo en recibir quejas diciendo que mostrara la dirección de los usuarios, las quejas eran frecuentas y obligaron a Helsingius a cerrar el servidor en 1995.